# Antonio Martelli
Antonio Martelli (Firenze, 18 aprile 1534 – 5 novembre 1618) è stato un condottiero italiano, esponente della famiglia fiorentina dei Martelli e cavaliere di Malta dal 19 ottobre 1558.

## Biografia
Fu figlio di Pandolfo (1504-1568), che in seguito a dissapori con Cosimo I de' Medici era stato esiliato da Firenze, e di Agnoletta Mancini di Pescia; suo zio paterno fu Braccio Martelli, vescovo prima di Fiesole e poi di Lecce.
Antonio, dopo esser divenuto cavaliere, ricoprì vari incarichi, come quello di priore di Messina, di commendatore di Città di Castello, di Bitonto e Ruvo, di sergente maggiore dell'esercito veneziano e di consigliere di guerra in Toscana.
Nel 1599, definitivamente riappacificatosi con i Medici, fu governatore di Livorno e dal 1617 generale delle artiglierie del Granducato di Toscana.
È ipotizzato che sia stato ritratto, ormai settantenne, da Michelangelo Merisi da Caravaggio in un dipinto (1608-1609) conservato alla Galleria Palatina di Palazzo Pitti. Si pensa infatti che Antonio fosse stato il benefattore del pittore lombardo tramite il cui aiuto aveva potuto rifugiarsi a Malta.